# Spaans oranje zandoogje
Het Spaans oranje zandoogje (Pyronia bathseba) is een dagvlinder uit de familie Nymphalidae. 
De voorvleugellengte bedraagt 18 tot 19 millimeter. De soort komt voor op het Iberisch Schiereiland en in Frankrijk, Marokko en Algerije. De soort kent één jaarlijkse generatie die vliegt van mei tot in juli. De vlinder vliegt op hoogtes van tot 2000 meter boven zeeniveau. De habitat bestaat uit grasland nabij bomen en struiken.
De waardplanten komen uit de grassenfamilie, met name kortsteelsoorten. De soort overwintert als rups.